# 冠軍任務
《冠軍任務》是台灣的任務性綜藝節目，於2013年6月1日在衛視中文台播出，首播播出為每周六晚上19:00~20:00。星衛娛樂台於每周日19:00~20:00首播。

## 歷任主持人
- 第一任:(2013年6月1日~2016年1月9日):郭彥均(紅隊)、郭彥甫(藍隊)
- 第二任:(2016年1月16日至節目結束):郭彥均、哈孝遠、小茉莉、辜莞允[1]

## 播出時間

### 首播
| 所在地 | 電視台     | 播出時間          |
| ------ | ---------- | ----------------- |
| 臺灣   | 衛視中文台 | 每周六19:00-20:00 |
| 臺灣   | 星衛娛樂台 | 每周日19:00-20:00 |

### 重播
| 所在地 | 電視台     | 播出時間          |
| ------ | ---------- | ----------------- |
| 臺灣   | 衛視中文台 | 每周日00:00-01:00 |
| 臺灣   | 衛視中文台 | 每周日11:00-12:00 |
| 臺灣   | 衛視中文台 | 每周六11:00-12:00 |
| 臺灣   | 星衛娛樂台 | 每周一04:10-05:00 |
| 臺灣   | 星衛娛樂台 | 每周一15:00-16:00 |
| 臺灣   | 星衛娛樂台 | 每周四05:00-06:00 |
| 臺灣   | 星衛娛樂台 | 每周六00:50-01:30 |
| 臺灣   | 星衛娛樂台 | 每周日01:40-02:30 |
| 臺灣   | 星衛娛樂台 | 每周日16:00-17:00 |

### 精選
| 所在地 | 電視台     | 播出時間          |
| ------ | ---------- | ----------------- |
| 臺灣   | 衛視中文台 | 每周五23:00-00:00 |

## 遊戲規則
目前已知有以下遊戲方式：
- 找到……的人

兩隊必須在晚上8點以前找到……的人，只要有可疑對象，就可以上前發問「現在要幹嘛?」無論對方回答要做什麼，都要全程參與並在完成之後，尋找下一個可疑對象，此任務必須亂入他人的生活，請小心自身安全，勝利者獎金十萬元；失敗者終極懲罰（兩隊都贏或都輸則一起終極懲罰）。但進行任務時必須離目標物兩百公尺，過程中不能有任何提示，且工作人員會出面阻止引導行為。
- 找到……的人（無限時挑戰版）

規則與找到……的人相同，唯一不同是不限時間，兩隊必須找到……的人（在『酸甜苦辣鹹』任務中會要求使用富士Instax拍照），勝利者獎金三十萬元；失敗者終極懲罰。
- 大胃王

兩隊必須在時間結束前找到要去吃東西的人，只要有可疑對象，就可以上前發問「現在要幹嘛?」，如果對方回答要去吃什麼，都必須吃相同的食物與份量，累積重量，並在完成之後，尋找下一個可疑對象，如果對方前往的範圍超過任務點範圍或超過30分鐘都沒有碰到吃東西的人，必須接受小懲罰，並扣除與懲罰物相同的重量，時間到後結算，吃最多者獲勝，勝利者獎金三十萬元；失敗者終極懲罰。
- 冠軍幸運彩

兩隊上前發問「現在要幹嘛?」無論對方回答要做什麼，都要全程參與，完畢後會依照對象是否有達成目標來使用富士Instax拍照，獎金會以對中星座的組數核發，最高獎金三十萬元，參加者不核發薪水，如果都未中獎，將會累積到下期頭獎，時間到後結算，多數者獲勝，少數者終極懲罰。
- 積分最多/夏日特輯

設有關卡，兩隊上前發問「現在要幹嘛?」並一起爭取積分或硬幣，如果對方前往的範圍超過任務點範圍，必須接受小懲罰，時間到後結算，最多積分的獲勝，勝利者有機會將積分變成獎金或變成其他東西（夏日特輯為三十萬元），失敗者終極懲罰。
- 減重最多

兩隊出發前先量體重，並開始上前發問「現在要幹嘛?」無論對方回答要做什麼，都要全程參與，時間到後再量一次體重，減最多重獲勝，勝利者獎金三十萬元；失敗者終極懲罰。
- 找到……的人（達成目標為輸家）

兩隊必須在晚上8點以前『不可以』找到……的人，只要有可疑對象，就可以上前發問「現在要幹嘛?」無論對方回答要做什麼，都要全程參與並在完成之後，尋找下一個對象，此任務必須亂入他人的生活，請小心自身安全，沒有找到目標為贏家，勝利者獎金十萬元；達到目標為輸家，失敗者終極懲罰。但進行任務時必須離目標物兩百公尺，過程中不能有任何提示，且工作人員會出面阻止引導行為。
- BINGO

設有關卡，兩隊上前發問「現在要幹嘛?」並一起爭取數字，達成一條線即為贏家，勝利者獎金十萬元；失敗者終極懲罰。
- 地雷王

兩隊必須在時間到前，只要有可疑對象，就可以上前發問「現在要幹嘛?」無論對方回答要做什麼，都要全程參與，對方有做什麼只要符合牌子上的目標時就必須翻開（可能會有一個或多個），規則與踩地雷相同，如碰到地雷，必須接受小懲罰，結束小懲罰後必須尋找下一個對象，也可隨時戰術討論並用旗幟蓋住，隨時會有小遊戲，贏家可獲得『引導卡』（這也是本節目唯一可引導的行為），並可引導對方來符合自己牌子上的目標，時間到後結算，找出最多地雷者，勝利者獎金五十萬元；失敗者終極懲罰。
- 闖關遊戲

設有關卡，兩隊必須競賽，達成目標獲勝，勝利者的獎品會與該集相關；失敗者終極懲罰。
- 冠軍二選一

兩隊一開始會做選擇物品或人，選擇完畢後前往所在地，並發問「現在要幹嘛?」無論對方回答要做什麼，都要全程參與，參與完畢後會提供兩個視訊給優先完成的隊伍，視訊會以提示告知隊伍接下來要做什麼，隊伍選擇後就可以發問「現在要幹嘛?」，對方告知目的地和要做什麼即可前往目的地，而後面完成的隊伍將會直接去另一個，優先完成目標的獲勝，勝利者的獎品會與該集相關；失敗者終極懲罰。

## 外部連結
- 冠軍任務 （页面存档备份，存于）
- 冠軍任務的Facebook專頁
- 冠軍任務Youtube官方正版播放清單

## 作品的變遷
| 衛視中文台 週六19:00~20:00            | 衛視中文台 週六19:00~20:00           | 衛視中文台 週六19:00~20:00 |
| ------------------------------------- | ------------------------------------ | -------------------------- |
|                                       | 冠軍任務 （2013.06.01 - 2016.12.10） |                            |
| 移動星樂園 （2013.03.16 - 2013.5.25） | 旅行應援團 （2017.01.14 - ）         |                            |

| 星衛娛樂台 每周日19:00-20:00 | 星衛娛樂台 每周日19:00-20:00 | 星衛娛樂台 每周日19:00-20:00 |
| ---------------------------- | ---------------------------- | ---------------------------- |
|                              | 冠軍任務 （ - ）             |                              |
| —                            | —                            |                              |